# بوسکامپ، سورینام
بوسکامپ، سورینام (به لاتین: Boskamp) یک شهر در سورینام است که در ناحیه ساراماکا واقع شده‌است.